# Gabriela Konevska-Trajkovska
Gabriela Konevska-Trajkovska (transliteração de Габриела Конеска-Трајковска, nascida Konevska) (29 de maio de 1971 – 10 de fevereiro de 2010) foi uma política macedónia quem serviu como vice-primeiro-ministro do país para Assuntos Europeus de 2006 até 2008.